# Catena ramificata
In chimica organica una catena ramificata rappresenta un legame tra atomi di carbonio che genera ramificazioni rispetto a una struttura lineare. La ramificazione influenza proprietà chimico-fisiche, quali il punto di ebollizione, minore ad esempio per gli isomeri strutturali ramificati in confronto a molecole lineari (a parità di peso molecolare) e la solubilità; ciò è dovuto a un differente effetto dei legami chimici secondari. Gli idrocarburi a catena ramificata conferiscono maggiore qualità alla benzina, abbassandone il potere antidetonante. La ramificazione influenza anche la reattività e stabilità di carbocationi e radicali organici, oltre a manifestare differenti effetti in ambito biochimico. Ad esempio l'emoglobina caratteristica delle cellule falciformi contiene valina, amminoacido con catena ramificata apolare, in sostituzione dell'acido glutammico, con catena polare: tale differenza, che consiste in una molecola diversa su un totale di ben 146 amminoacidi, rende l'emoglobina meno stabile e meno adatta al trasporto di ossigeno causando anemia drepanocitica (anemia falciforme o drepanocitosi).
```
Esempio di catena ramificata:      CH(CH
3
)
2

                                   |
                               CH
3
-CH-CH-CH
3

                                      |
                                      CH
3
```

La nomenclatura IUPAC prevede l'individuazione della catena principale, cioè quella contenente il maggior numero di atomi di carbonio, e l'evidenziazione delle ramificazioni in funzione della numerazione degli atomi di carbonio della catena principale. Nel caso citato ad esempio la catena principale è quella corrispondente al pentano, sono presenti tre ramificazioni metiliche sui carboni numero 2, 3 e 4: la nomenclatura IUPAC sarà quindi 2,3,4-trimetilpentano.

## Catene polimeriche ramificate
In genere, all'aumentare del numero di ramificazioni, i polimeri presentano una densità più bassa.
Ad esempio il polietilene ad alta densità (HDPE) e il polietilene a bassa densità (LDPE) sono entrambi dei polimeri ramificati, ma il polietilene ad alta densità contiene un minor numero di ramificazioni e per tale ragione ha una densità più elevata (da cui il nome).
All'aumentare delle ramificazioni aumentano i nodi fisici che si stabiliscono tra le macromolecole e di conseguenza aumenta la viscosità del materiale polimerico.
Inoltre all'aumentare delle ramificazioni aumenta la viscosità elongazionale del materiale polimerico.